# Loveless (Album)
Loveless ist das zweite Studioalbum der irisch-britischen Rockband My Bloody Valentine. Es erschien im November 1991, gilt als zentrales Werk im Genre Shoegazing und bedeutete für die Band den internationalen Durchbruch. Nach seinem Erscheinen entfernten sich die vier Bandmitglieder jedoch zunächst immer weiter voneinander. Erst 2013 veröffentlichte die Band mit m b v ein weiteres Album.

## Entstehung und Veröffentlichung
Die Erstveröffentlichung von Loveless erfolgte am 4. November 1991 bei Creation Records im Vereinigten Königreich (Katalognummer: crelp 060). Einen Tag später erschien es bei Sire Records in den Vereinigten Staaten (Katalognummer: 9 26759-2). Das Album erschien in seiner Originalausführung als CD (Katalognummer: crecd 060) und LP (Katalognummer: crelp 060) mit elf Titeln. Am 4. Mai 2012 erschien eine „Remastered Special Edition“ mit der Bonus-CD Mastered from Original 1/2 Inch Analogue Tapes (Katalognummer: 88697312112).
Geschrieben und produziert wurden alle Lieder von My-Bloody-Valentine-Frontmann Kevin Shields. Die Lieder Blown a Wish, 	Loomer und Only Shallow schrieb er zusammen mit Bandkollegin Bilinda Butcher. Für die Produktion erhielt er Unterstützung durch Colm Ó Cíosóig, dem Schlagzeuger der Band. Die Aufnahme des Albums fand in 19 verschiedenen Studios statt und soll über 250.000 £ gekostet haben, was das Label Creation an den Rand des Ruins brachte. Mehrmals wurde der Vertrag mit der Band beinahe gekündigt. Die Band dankte im Booklet jedem Helfer und Mitproduzenten, selbst „wenn sie nur Tee gemacht haben“ (Kevin Shields). Seit der Produktion des Albums leidet Shields nach eigenen Angaben an einem mittelschweren Tinnitus.
Aufgrund eines Nervenzusammenbruches konnte der Drummer Colm Ó Cíosóig nur die Schlagzeugpattern für das Album entwickeln, zum eigenen Spiel war er mit Ausnahme des ersten Songs, Only Shallow, nicht in der Lage. Laut Frontmann Kevin Shields wurden die einzelnen Schlagzeug-Parts einfach geloopt, was kein großer Verlust gewesen sei. Cíosóig schrieb außerdem das kurze instrumentale Interlude Touched.
Laut Shields gebe es kaum etwas Schlimmeres als Musik mit schlechten Texten. Man habe mehr Zeit für das Schreiben der Texte als für das Kreieren der Musik verwendet. Dennoch gibt er zu, dass die meisten Texte auf dem Album unverständlich seien. Das liege daran, dass die Gesangparts oft spät in der Nacht aufgenommen wurden und die Sängerin Bilinda Butcher dementsprechend verschlafen gewesen sei. Shields scherzte, dass er einmal in Erwägung gezogen habe, mehrere Versuche entschlüsselter Songtexte auf der Webseite der Band prozentual nach der Richtigkeit zu bewerten.

## Artwork
Das Frontcover des Albums zeigt ein Standbild aus dem Musikvideo zu Soon.

## Titelliste
Bis auf die gekennzeichneten Ausnahmen stammen alle Lieder von Kevin Shields.
1. Only Shallow (Bilinda Butcher, Kevin Shields) – 4:17
2. Loomer (Butcher, Shields) – 2:38
3. Touched (Colm Ó Cíosóig) – 0:56
4. To Here Knows When (Butcher, Shields) – 5:31
5. When You Sleep – 4:11
6. I Only Said – 5:34
7. Come in Alone – 3:58
8. Sometimes – 5:19
9. Blown a Wish (Butcher, Shields) – 3:36
10. What You Want – 5:33
11. Soon – 6:58

## Rezeption
Kommerziell war das Album kein großer Erfolg, von der Kritik wurde es jedoch hoch gelobt und gilt als eines der besten Alben seines Genres, das zudem viele andere Künstler inspiriert hat.
So gab Heather Phares von Allmusic dem Album die volle Punktzahl und schrieb:

„‚Isn’t Anything‘ was good enough to inspire an entire scene of My Bloody Valentine soundalikes, but ‚Loveless’‘ greatness proved that the band was inimitable.“

„‚Isn’t Anything‘ war gut genug, um eine ganze Szene von My-Bloody-Valentine-Nachahmern zu inspirieren, doch die Großartigkeit von ‚Loveless‘ bewies, dass die Band unnachahmlich war.“

Die englischsprachige Ausgabe des Rolling Stone vergab zwar zunächst „nur“ vier von fünf Sternen, wählte das Album jedoch auf Platz 39 der 100 besten Alben der 1990er Jahre. Darüber hinaus erreichte Loveless 2003 Platz 219, 2012 Platz 221 und 2020 Platz 73 der 500 besten Alben aller Zeiten.
In der Aufstellung der 500 besten Alben aller Zeiten des New Musical Express belegt es Platz 18.
Pitchfork wählte Loveless auf Platz 2 der 100 besten Alben des Jahrzehnts und kürte es zum besten Shoegazing-Album aller Zeiten.
Die Zeitschrift Spin führt es auf Platz 14 der 300 besten Alben aus dem Zeitraum 1985 bis 2014 sowie auf Platz 16 der 90 besten Alben der 1990er Jahre.
Das Album belegt Platz 38 der 200 besten Alben aller Zeiten in der Auswahl von Uncut.
Musikexpress lobte das Album, bemängelte jedoch die Klangqualität der Pressung und vergab daher 1991 nur fünf von sechs Sternen:

„Mit ultra-verzerrt geschrammelten Sechssaitern installiert die irische Gruppe eine massive Soundmauer aus brachialem Lärm. Den Kontrapunkt zu diesem Gitarrengetöse bilden gefügige Popmelodien und zarter, traumverlorener Satzgesang. Würde nicht das Klangbild dieser LP bisweilen in undefinierbarem Frequenzmatsch verschwimmen, so hätte der betörende Musikkosmos der Valentines glatt die höchste Punktzahl verdient.“

Die Veröffentlichung als Remaster erhielt 2012 die Höchstwertung.

„Das Album, zusammen mit der Single „You Made Me Realise“ und der E.P. „Glider“ enthüllt einen matten, traumhaften Schleier ätherischer Gesänge, der von einem gewaltigen Getöse von verzerrten Gitarren und Samples in manchmal undefinierbaren Tonlagen getragen wird. „Der Sound von Gott, der in Zeitlupe niest“, wie es Guinness Rockopedia beschrieb. „Shoegazing“ war geboren.“

„Das Geheimnis des Albums liegt im Detail: in jeder einzigen Sucht-Melodie, in jedem bis dahin ungehörten Gitarren-Feedback, das durch Rückkopplungen mysteriöse Gegensongs erzeugt. „Loveless“ ist auf wundersame Weise weder laut noch leise. Eine Platte wie ein riesiger Wattebausch: leicht, aber undurchdringlich. Und wie alle wirklich großen Platten, ist sie beides: Meisterstück eines Genres und zugleich Aufbruch zu neuen Ufern. Alle, die sich fortan am Dream’n’Dröhn-Pop versuchten, haben dieses Werk in Endlosschleife gehört, um herauszufinden, wie Shields das gemacht hat.“

„Die Manie zahlt sich aus. Denn „Loveless“ ist ein Album wie kein anderes. Es setzt komplett neue Standards für die Gitarrenmusik – und reiht sich mühelos in die Liga der bis heute unerreichten Meisterwerke ein.
Für viele ist es Liebe auf den ersten Ton. Dabei ist „Loveless“ ein einziger Widerspruch. Die Songs sind hässlich und schön zugleich, viel zu laut und doch immer zu leise, unheimlich anstrengend und dabei maximal entspannend. Die verzerrten Gitarren verzerren auch die Wahrnehmung, der psychedelische Faktor ist enorm. Das akustische Wurmloch wird auch dadurch erreicht, dass der Gesang den Instrumenten untergeordnet ist. Die Stimmen von Kevin Shields und Co-Gitarristin Bilinda Butcher sind quasi der Walgesang der Popmusik: Sie sind zart und zerbrechlich, aber selbst durch eine kilometerdicke Wall of Noise noch klar wahrnehmbar.“

Loveless wurde in die 1001 Albums You Must Hear Before You Die aufgenommen.

## Kommerzieller Erfolg

### Chartplatzierungen
| ChartsChartplatzierungen     | Höchstplatzierung | Wochen |
| ---------------------------- | ----------------- | ------ |
| Deutschland (GfK)            | 23 (1 Wo.)        | 1      |
| Vereinigtes Königreich (OCC) | 7 (4 Wo.)         | 4      |

### Auszeichnungen für Musikverkäufe
| Land/Region                  | Auszeichnungen für Musikverkäufe (Land/Region, Auszeichnung, Verkäufe) | Verkäufe |
| ---------------------------- | ---------------------------------------------------------------------- | -------- |
| Vereinigtes Königreich (BPI) | Gold                                                                   | 100.000  |
| Insgesamt                    | 1× Gold ·                                                              | 100.000  |